# Mariehaven i Ansager
Mariehaven i Ansager er et musiksted i Ansager mellem Grindsted og Varde og er en del af Musikgalleriet i Ansager v/ Helge Engelbrecht. Den kendes bl.a. fra programrækken Sommersang i Mariehaven, som har været sendt på DR1 i sommeren 2010 og 2011, samt på TV2 Charlie i 2012 og 2013.
Henover sommeren byder scenen hvert år på mellem 6-8 store udendørs koncertdage, med musik på havens 3 scener henholdsvis udendørs i Teltet, Mariehavens store scene samt indendørs i Musikgalleriet. Hovedscenen i haven er af træ og haven rummer omkring 1.200 tilskuere. 
Scenen har som spillested på meget kort tid opnået stor respekt og anerkendelse i musikerkredse[kilde mangler], især indenfor folkemusikken, hvor Mariehaven er blevet landets største scene for folkemusik[kilde mangler].
Genremæssigt er stilen der præsenteres til koncerterne meget bred og spænder over rock, pop, folkemusik, visesang, dansktop og klassisk. En række større kendte kunstnere har gæstet scenen, samt mindre upcoming bands, kor og folkemusikgrupper.

## Havens historie
Helge Engelbrecht købte i 2003 naboejendommen til sit hjem, hvortil hørte en større grund ned mod Ansager Å. Grunden blev ryddet og opbygningen af Mariehavens store træscene blev påbegyndt.
Haven blev indviet i 2009 ved en stor åbningskoncert, hvor en række kendte danske musikere deltog og spillede.
Danmarks Radio DR1 sendte fra stedet flere gange i løbet af sommeren 2010 og 2011. Året efter overtog TV2 Charlie med at sende koncerter fra Mariehaven.

## Medvirkende
Helge Engelbrecht står som frontmand på alle koncerter i Mariehaven.
Orkesteret Neighbours, som Helge Engelbrecht grundlagde med sin daværende nabo Tommy Thiel Rasmussen, fungerer som fast husorkester og akkompagnerer alle optrædende, udvidet med en fast mindre gruppe kaldet Friends, der således danner formationen " Neighbours & Friends". 

## Mariefestival
D. 30. August til 1. September 2013 løb den allerførste Mariefestival af stablen med Mariehaven og Ansager by som baggrund og bærende elementer. Festivalen forløb som et samarbejde mellem scenen og byen med 23 scener og tiltrak et stort publikum og et stort antal medvirkende fra især folkemusikmiljøet.

## Kendte optrædende
De optrædende har bl.a. været:
- Brødrene Olsen
- Birthe Kjær
- Lone Munkeskov
- Ann-Mette Elten
- Viggo Sommer
- Tørfisk
- Anne Dorte Michelsen
- Per Nielsen solotrompetist i Sønderjyllands Symfoniorkester.
- The Raggedy Anns